# Terragen

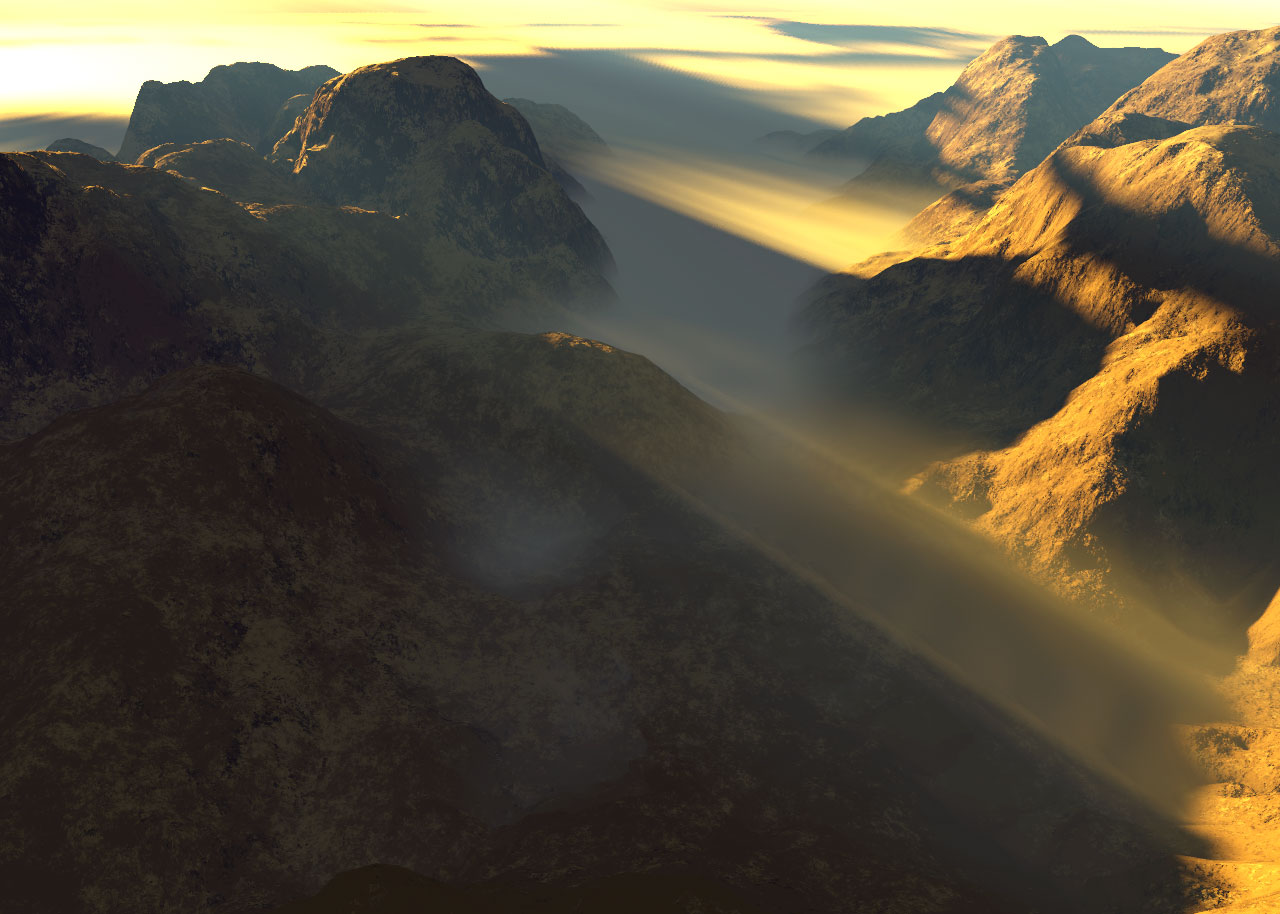
Amanecer en un paisaje desértico.

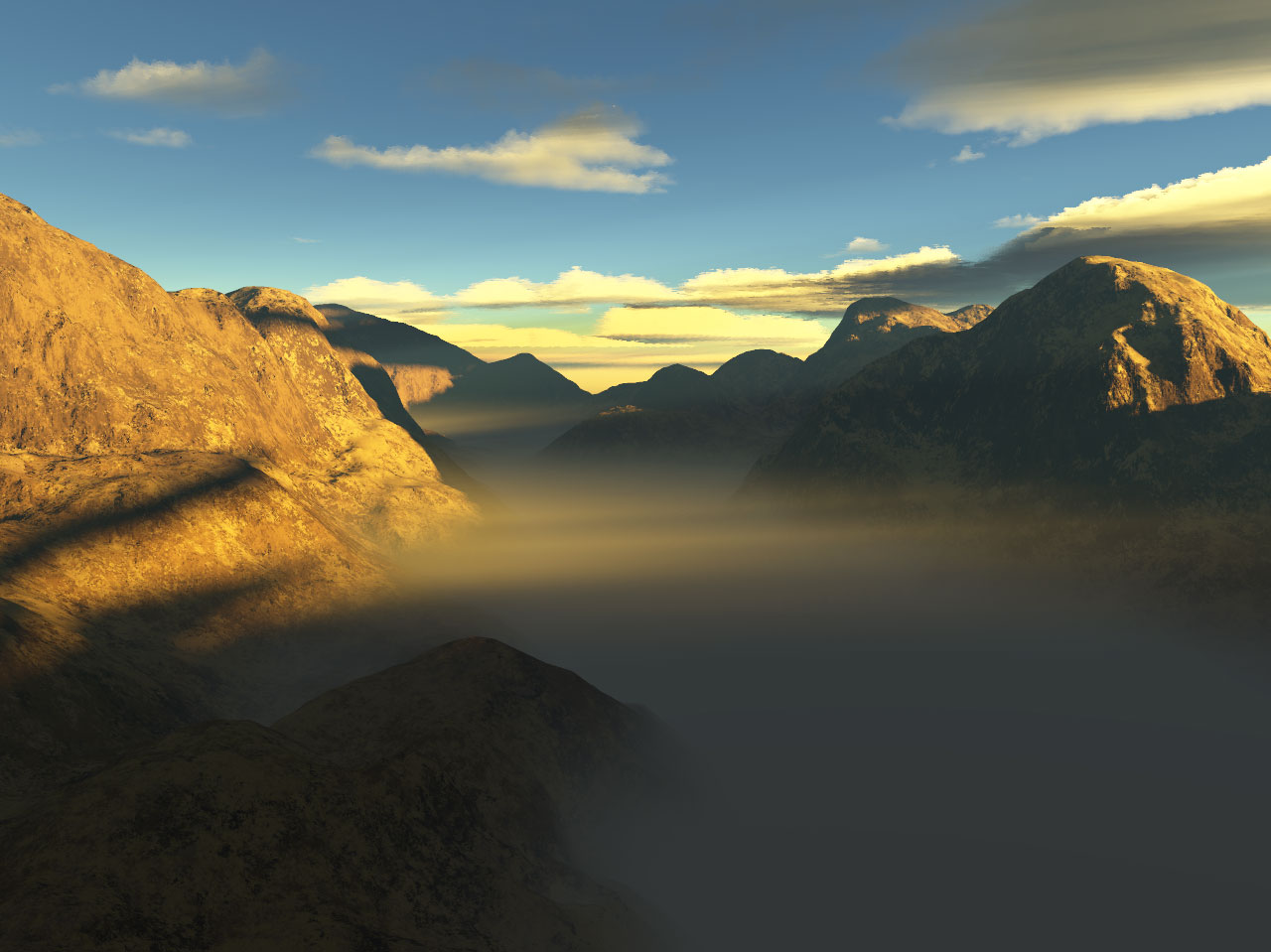
Amanecer en un paisaje desértico.

Terragen es un programa de software diseñado para generar escenarios y paisajes en diferentes entornos. Terragen es software gratuito (o sea freeware) y funciona tanto en Microsoft Windows como en ordenadores Apple Macintosh. Fue desarrollado y publicado por Planetside Software y puede utilizarse para crear animaciones y renderizaciones de paisajes con diferentes efectos de luz.
El software ha alcanzado cierta popularidad entre artistas amateur. Existe una versión comercial con capacidad para producir paisajes con una resolución mejor, así como mejores efectos de iluminación post-renderizados y correcciones de efectos de suavizado de bordes o suavizado de contorno (o sea antialiasing). Una imagen de Terragen apareció en la portada de Newsweek el 16 de abril de 2001.
También ha sido utilizado para realizar animaciones e imágenes de entornos distintos al de la superficie terrestre.

## Terragen 2
Una versión preview de Terragen 2, con características muy superiores al programa original fue puesto en circulación el 15 de diciembre de 2006.Se ha anunciado que en el primer trimestre del 2008 por fin saldrá la versión definitiva.
Una versión privativa de Terragen 2 por la compañía Digital Domain fue utilizada para producir imágenes de la Tierra en el film Stealth y diferentes imágenes planetarias en la serie de televisión Star Trek: némesis.

### Oficiales
- Página oficial de Terragen
- Página de información sobre Terragen 2

### Comunidades
- Ashundar
- TerraNuts
- 3D Commune
- Renderosity
- Google Terragen Group

- Datos: Q590332
- Multimedia: Terragen / Q590332